# 1998 új világörökségi helyszínei
Az UNESCO Világörökség Bizottsága az 1998. november 30. és december 5. között Kiotóban megtartott 22. ülésszakán az alábbi helyszíneket nyilvánította a világörökség részévé: 
| | Semmeringi vasút |
| Ausztria |                  |
| Kulturális (II)(IV) |                  |
| Védett terület: 156,18 ha, puffer zóna: 8581,21 ha, hivatkozás: 785 |                  |
| A vasútvonal kétvágányú, 15 kV 16,7 Hz-cel villamosított, szerves része az osztrák Déli Vasútnak. A Semmering-hágó térségében halad, igen nehéz terepviszonyok és jelentős szintkülönbségek legyőzésével. Magas műszaki színvonalának köszönhetően a mai napig használatban van. Megépítése a vasútépítés úttörő korszakának egyik legnagyobb teljesítménye volt. Az építkezés 1848-ban kezdődött, a több mint 41 kilométeres nyomvonalat Carl Ritter von Ghega jelölte ki. Tégla és terméskő felhasználásával építették, mellőzték az acél- és vasszerkezetek alkalmazását. Legmagasabban fekvő szakasza egy 1430 méteres alagút. 15 alagútja összesen 5420, 16 viaduktja 1502 méter hosszú. A forgalom 1854 júniusában indult meg, ekkor a vonatok átlagosan még csak 6 km/h sebességgel haladtak. Elsőként ez a vonat haladt át magashegyi hágón. A bécsiek körében hamar divatossá vált a vonatkirándulás. A sínek távolabbi környezetében a vasút megnyitása utáni évtizedekben nyaralóvillák épültek és Semmering lett az első tervszerűen kialakított alpesi üdülő. |                  |

| | Flamand beginaudvarok: Brugge, Leuven, Lier, Gent, Hoogstraten |
| Belgium |                                                                |
| Kulturális (II)(III)(IV) |                                                                |
| Védett terület: 59,95 ha, hivatkozás: 855 |                                                                |
| A flamand beginaudvarok vagy más néven beginázsok a Németalföldre jellemző vallásos közösségek, a beginák lakhelyei voltak a középkorban. Az apácáktól vagy más szerzetesrendektől eltérően a beginák nem éltek a világtól elzárt közösségekben, hanem egy városon belül építették fel szállásaikat. Idővel mégis saját városrészeket alakítottak ki maguknak, ahol jellegzetes lakóházaik, boltjaik vagy műhelyeik, kórházaik és templomaik épültek fel. A világörökségi helyszínhez 13 flandriai létesítmény tartozik amelyekben a 13. század kezdetétől éltek munkának és imádságnak szentelve magukat. Számos beginaudvar posztó, csipke és egyéb áruk előállítása révén gazdaságilag független lehetett. Sokszor telepedtek le kórházak közelében és részt vállaltak a betegek ellátásában is. Az egyik legszebb beginaudvar, ami már 1245-ben megkezdte működését, Brugge városában található. A hivatalos egyház sokszor ellenségesen viszonyult a begina közösségekhez, eretnekséggel vádolta őket és időnként be is tiltotta működésüket. |                                                                |

| | Le Canal du Centre négy hajóemelője |
| Belgium |                                     |
| Kulturális (III)(IV) |                                     |
| Védett terület: 67,34 ha, puffer zóna: 538,81 ha, hivatkozás: 856 |                                     |
| A Le Canal du Centre négy hajóemelője a belga Hainaut tartományban, La Louvière és Le Rœulx környékén található. A régi Canal du Centre 7 km-es szakaszán helyezkednek el, amely a Maas folyó völgyét a Schelde folyóval és az Északi-tengerrel köti össze. Ezen a szakaszon a két folyó között a szintkülönbség összesen 66,2 méter. Ennek áthidalására 4 hajóemelőt építettek a 19. század végén: a 15,4 m-es liftet Houdeng-Goegnies környékén 1888-ban adták át, a másik három hajóemelő, mindegyik 16,93 méter magas, 1917-ben nyílt meg. A hajdani létfontosságú szállítócsatornán ma is működő hajóemelők a 19. századi Európa mérnöki remekművei a csatornaépítések hőskorából. Lényegében két mozgatható részből állnak, amelyeket egy-egy hidraulikus nyomókamra mozgat. Amikor az egyik kamra vízszintje magasan áll, a másik alacsonyabb és ahogy az egyik süllyed, a másik emelkedik. A főleg szénszállításra használt csatornán az első liftet II. Lipót király jelenlétében nyitották meg, építésüket először az áradások, később az I. világháború kitörése akadályozta. |                                     |

| | Grand-Place (Brüsszel) |
| Belgium |                        |
| Kulturális (II)(IV) |                        |
| Védett terület: 1,48 ha, puffer zóna: 20,93 ha, hivatkozás: 857 |                        |
| A Grand-Place a belgiumi Brüsszel városának főtere. A 110 méter hosszú és 68 méter széles tér Európa egyik legszebb építészeti együttese. A főtéren található a városháza épülete, amelyet a céhek épületei vesznek körbe, mint például a Broodhuis (holland szó, franciául: Maison du Roi), a kenyérsütők céhének épülete, ma városi múzeum. A tér Brüsszel egyik legfontosabb turisztikai látnivalója, az óváros középpontja. Homogén épületegyüttese hangsúlyozza a fontos politikai és kereskedelmi központ szerepét betöltő város jelentőségét. A település vezetését a 15. században a céhek vették át, ezután épültek meg a tér körüli palotáik. A fő helyen áll a hét emelet magas városháza. A ma is látható épületek egy része a 17. századból származik. A teret már a 12. század vége felé is említik a források, de formáját csak több évszázad alatt, átalakítások és bővítések során nyerte el. Utoljára 1695 után végeztek rajta nagyobb átépítéseket. Az épületek között vannak merész homlokzatú barokk paloták, többször egy homlokzattal több palotát is összekapcsoltak. Általában jellemző, hogy a homlokzatokat és bejáratokat mozgalmas jeleneteket ábrázoló díszekkel egészítették ki. |                        |

| | Fuerte de Samaipata prekolumbián erődítmény |
| Bolívia |                                             |
| Kulturális (II)(III) |                                             |
| Hivatkozás: 883 |                                             |
| A Közép-Andokban 2000 méteres magasságban található régészeti lelőhely egy fejlett prekolumbián kultúra hagyatéka. A lelőhely két fő részből áll, a hegyoldalban alakították ki a város rituális központját, a hegytől délre pedig a közigazgatási és a lakónegyedek épültek fel. A feltételezések szerint a várost i. sz. 300 körül alapították. A 14. században elfoglalták az inkák, később spanyol gyarmatosítók erősítették meg. A kb. negyven hektár kiterjedésű lelőhely központi eleme a vöröses homokkő hegytömb. A hegyoldalban faragott sziklákat tártak fel, míg a lent meghúzódó várost egy óriási faragott sziklatömb uralja, amely a prekolumbián időszak egyedülálló emléke a kontinensen. Az inkák fontos csomóponttá fejlesztették, egy központi teret is kialakítottak, amelyet középületekkel vettek körbe, míg a szomszédos meredek területeket teraszos földműveléssel hasznosították. A lelőhelyen csatornákat, lépcsőket, medencéket tártak fel, valamint geometrikus díszítésű faragványokat és kígyókat, nagymacskákat ábrázoló rajzokat. |                                             |

| | Hirokitía |
| Ciprus |           |
| Kulturális (II)(III)(IV) |           |
| Védett terület: 6,2 ha, puffer zóna: 67,5 ha, hivatkozás: 848 |           |
| Khoirokoitia régészeti helyszíne a Földközi-tenger keleti részén a térség egyik legfontosabb történelem előtti településének maradványait rejti. Eddig csak a terület egy részét tárták fel. Az i. e. 7. és az i. e. 4. évezred között lakott hely döntő szerepet játszott a térségben a neolit kultúra kialakulásában. A szokatlanul jó állapotban fennmaradt lelőhely a Maroni folyó völgyének déli lejtőjén fekszik, három oldalról a hegyvidék természetes lejtői védték, míg a negyedik, nyugati oldalon egy kőfal zárta el az oda vezető utat. A falu kör alakú alapra kőből épített kétszintes házakból állt, a legnagyobb épület átmérője elérte a 10 métert. A falu később terjeszkedni kezdett és az újonnan épült házakat egy második kőfallal vették körül. Lakosainak száma a becslések szerint kétezer körül lehetett. A lakók nem használtak kerámiát, szerszámaik kőből és fából készültek. Ezen kívül kőből készült antropomorf szobrocskákat is feltártak, amelyeket feltételezhetően kultikus célokra használtak. Más kultúrákkal csak korlátozottan léptek kapcsolatba, viszont a feltárt obszidiánpengék és -nyílhegyek csak kereskedelem útján kerülhettek a településre. |           |

| | Holašovice |
| Csehország |            |
| Kulturális (II)(IV) |            |
| Védett terület: 11,4 ha, puffer zóna: 367,5 ha, hivatkozás: 861 |            |
| A Csehország déli részén található falunak sikerült épségben megőrizni egy tipikus közép-európai kistelepülés építészeti emlékeit és hagyományait. 1292-ben II. Vencel cseh király Vyšší Brod kolostorának adományozta. A falu és a kolostor kapcsolata öt évszázadig szoros maradt. Alaprajza a középkor óta változatlan, első kőháza a 19. század elején épült. Ma is látható épületei a 18-19. századból valók és úgynevezett dél-csehországi parasztbarokk stílusban épültek. Mai képüket 1840 és 1880 között nyerték el, barokk, rokokó és klasszicista épületelemek ötvöződnek rajtuk, amelyeket ismeretlen helyről érkezett építőmesterek a vidéki környezethez igazítottak. A falu százhúsz épülete egy hosszúkásan elnyúló főtér köré csoportosul, amelynek középpontjában egy kis templom áll. A teret huszonkét majorság övezi, ezek többsége a 19. század második felében épült. A világörökségi helyszínhez az 1827-es felmérésben rögzített „eredeti” falu tartozik, huszonhárom házzal és a hozzájuk tartozó gazdasági épületekkel, kertekkel. |            |

| | Kroměříž kertjei és kastélya |
| Csehország |                              |
| Kulturális (II)(IV) |                              |
| Védett terület: 74,5 ha, puffer zóna: 441 ha, hivatkozás: 860 |                              |
| Kroměříž a Morva folyó egy korábban használt gázlójánál alakult ki a 12. század elején. A harmincéves háború során szinte teljesen elpusztult települést Karl Liechtenstein olmützi püspök rendeletére építették újjá. A püspöki rezidenciát 1686-ban kezdték helyreállítani, majd egy 1752-es tűzvész után ismét felújítani. A kastély, a kert és a tágabb természetes környezete jelentősen befolyásolta a közép-európai kert- és palotaépítészetet. A késő barokk stílusban dolgozó művészek Ausztriából érkeztek. A kastély berendezése Közép-Európa legértékesebb palotabelsői közé tartozik jelentős festménygyűjteménnyel. Dísztermében koncerteket tartanak, az 1848-as forradalom idején az osztrák alkotmányozó gyűlés helyszíne volt. A város délnyugati részén fekvő itáliai stílusú parkban szökőkutakat, rotundákat, pavilonokat és grottákat alakítottak ki a virágágyások között. A kastélyt körülvevő kertben is több építészeti elem található, köztük egy 19. századi félköríves oszlopcsarnok szobrokkal. |                              |

| | Lyon óvárosa |
| Franciaország |              |
| Kulturális (II)(IV) |              |
| Védett terület: 427 ha, puffer zóna: 323 ha, hivatkozás: 872 |              |
| A Saône és a Rhône folyók összefolyásánál fekvő települést a rómaiak alapították az i. e. 1. században. Ennek a kornak az emléke a Fourviére-dombon álló 1. századi amfiteátrum. Később textiliparának köszönhetően Európa egyik legnépesebb városa lett és itt alapították a 16. század elején az ország első értékpapírtőzsdéjét. A 16. században a város tervszerű terjeszkedésnek indult, a folyamat a 18-19. században felgyorsult. A középkori városrész legfontosabb épülete a 12-15. század között épült Szent János-katedrális, benne egy 14. századi csillagászati órával. A város központja a Bellecour-tér, közepén XIV. Lajos lovasszobrával. A művészetek palotáját egy bencés kolostorból alakították ki. Lyon jelentős épülete Saint Martin-d'Ainay 12. századi temploma. A 19. század építészetének kiemelkedő emléke a Notre Dame de Fourviére-bazilika a Saône partján magasodó dombtetőn áll. A városháza, amelynek homlokzatát Jules Hardouin Mansart tervezte, a Place des Terreaux téren áll látványos szökőkutak mellett. |              |

| | A Santiago de Compostelába vezető zarándokút franciaországi szakasza |
| Franciaország |                                                                      |
| Kulturális (II)(IV)(VI) |                                                                      |
| Védett terület: 97,21 ha, hivatkozás: 868 |                                                                      |
| Franciaországból négy zarándokút vezetett Santiago de Compostela irányába. Az útvonalak mellett jelentős templomok épültek, amelyek az idők során értékes ereklyéket szereztek meg és maguk is jelentős zarándokhelyekké váltak. A templomok jelentős része román kori épület, a zarándoklat nagy szerepet játszott a román stílus fejlődésében. A Via Turonensis Párizsban kezdődik és a Tours, Poitiers, Bordeaux útvonalon halad. A másik három Vézelay-ből, Le Puy-ből és Arles-ból indul, a spanyolországi Puente la Reina-ban egyesül és Camino Francés néven halad tovább. A zarándoklatok fellendítették az út melletti pihenőállomások világi építészetét is. Az útvonalak legfontosabb egyházi építészeti együttesei Párizs, Tours, Orléans, Poitiers, Bordeaux, Limoges, Moissac, Conques, Toulouse, Cahors, Arles, Saint-Gilles városokban találhatók. |                                                                      |

| | D. F. Wouda gőzszivattyúrendszer |
| Hollandia |                                  |
| Kulturális (I)(II)(IV) |                                  |
| Védett terület: 7,32 ha, puffer zóna: 20,68 ha, hivatkozás: 867 |                                  |
| Hollandiában évszázadokon keresztül szélmalmok erejét használták fel a víz visszaszorítására, később, a 19. század első harmadában a gőzszivattyúra tértek át. A 20. század elején már körülbelül hétszáz gőzszivattyú működött. A D. F. Wonda gőzszivattyú rendszert, ami a valaha épített legnagyobb ilyen típusú szerkezet, egy 1894-es árvíz után építették. Ma is működik, évente több alkalommal ezzel szivattyúzzák le a felesleges vizet Frízföld egy részéről az IJssel-tóba, ezzel csökkentve az ár- és belvízveszélyt. Az 1920-ban megnyitott szivattyútelep a holland mérnökök által alkotott ipari épületek egyik remekműve, kialakításakor esztétikai szempontokat is figyelembe vettek. A szivattyúrendszer főbb részei a kazánház, a turbinaépület, a tó felé nyíló árvízkapuk, a centrifugális szivattyúk és a négy gőzmotor. |                                  |

| | Az ősi Nara történelmi műemlékei |
| Japán |                                  |
| Kulturális (II)(III)(IV)(VI) |                                  |
| Védett terület: 617 ha, puffer zóna: 1962,5 ha, hivatkozás: 870 |                                  |
| A kínai mintára épített település 710 és 784 között Japán első állandó császári fővárosa volt. Alaprajza négyzethálós, palotái, buddhista templomai, sintó szentélyei a japán történelem becses fennmaradt emlékei. A néhány év alatt felépült város északi részén állt a császári palota, az innen dél felé induló út két részre osztotta a települést. A palotában alakították ki a hivatalokat, az államapparátus termeit és a császári rezidenciát. A különböző buddhista iskolák templomokat és kolostorokat építettek a városban. A legfontosabbak: Tódaidzsi hatalmas faépülete 728-ból, a Kófuku-templomkörzet 710-ből (egészen a 11. századig fejlesztették, bővítették) és a Tósódaidzsi, amelynek két szárnya szintén a 8. századból származik. A Tódaidzsi-templomhoz tartozik a világ egyik legnagyobb faépítménye, a Nagy Buddha csarnok. 784 után Nara elnéptelenedett, a szentélyek és a templomok megmaradtak, de a város területén rizst termesztettek. A település régészeti feltárása jelenleg is folyamatban van. |                                  |

| | Nyári Palota és a Császári Kertek Pekingben |
| Kína |                                             |
| Kulturális (I)(II)(III) |                                             |
| Védett terület: 297 ha, puffer zóna: 5595 ha, hivatkozás: 880 |                                             |
| A pekingi Nyári Palotát és a Császári kerteket, a császári Kína utolsó nagy palotaépítményét a 18. század közepén, 1750-ben kezdték el kialakítani. A Keleti Palota-kapun keresztül megközelíthető épületegyüttest körülvevő kert három négyzetkilométeren terül el, háromnegyedét víz borítja. A palota épületrészei a pavilonok, a csarnokok, a templomok és a hidak harmonikus egységet alkotnak környezetükkel, a kert óriási méretei a császári hatalom nagyságát szimbolizálják. A kínai kertművészetnek ezt a remekművét három fő részre osztották, kormányzati rész, pihenő rész és a császári rezidencia. 1860-ban a második ópiumháború idején az épületegyüttes súlyos károkat szenvedett, újjáépítése 1885-ben kezdődött el. Jelenlegi formáját egy 19. század végi átépítésnek köszönheti, amelyhez a hadiflotta fejlesztésére szánt forrásokat használták fel. A palota központi épülete a Hatalmas Fényesség Tavánál álló Hosszú Élet Terme, egy 728 méter hosszú oszlopcsarnok, amely több kínai irodalmi és képzőművészeti alkotásban is szerepel. A palotában és kertjében többször feltűnnek a hosszú élet szimbólumai, például a fenyő és a bambusz, a kertben élő formában a épületekben díszítőelemként. |                                             |

| | Mennyei Béke temploma Pekingben |
| Kína |                                 |
| Kulturális (I)(II)(III) |                                 |
| Védett terület: 215 ha, puffer zóna: 3155,75 ha, hivatkozás: 881 |                                 |
| A Peking déli részén álló, a császári palotánál is nagyobb területen fekvő épületegyüttes az építészet és a kertművészet ötvözetének egyik rendkívüli alkotása. Középpontjában fehér márvány oltárterasz áll, amely a menny és a föld közötti kapcsolatot szimbolizálja. Az oltár építése 1420-ban fejeződött be. Az emelvényen az istenek, a természeti jelenségek (Nap, Hold, villámlás stb.) és a császári ősök emléktábláit állították fel. A táblákat jelenleg a Császári Égbolt Termeiben és mellékcsarnokaiban őrzik. Az épületegyüttes központi eleme az emelvény közepén álló Jó Termés Imaháza, az ország egyik legharmonikusabb épülete. Négy fő oszlopa az évszakokat, belső oszlopai a hónapokat, a külsők (12 oszlop) az órákat jeleníti meg. A kínai hitvilág szerint a föld szögletes, a menny kerek és ez tükröződik vissza a négyszögletes kert középpontjában emelkedő koncentrikus hengerekből álló épület elhelyezkedésében. A császár minden évben itt imádkozott jó termésért, a téli napfordulón áldozatokat mutatott be, így az épület a császárnak a menny és a föld közötti kapcsolatban betöltött szerepét is megjelenítette. |                                 |

| | Vádi Kádísa és Isten Cédrusainak Erdeje |
| Libanon |                                         |
| Kulturális (III)(IV) |                                         |
| Védett terület: 1720,2 hivatkozás: 850 |                                         |
| Vádi Kádisa a fővárostól, Bejrúttól 120 kilométerre fekszik és a szerzetesség kialakulásának egyik legfontosabb emlékhelye a világon. A völgy az al-Makmal-hegy lábánál terül el, a hegyoldalba kápolnákat és remetebarlangokat vájtak. Az ókeresztény település kolostorai a sziklameredélyekre épültek. Közülük legfontosabb a Kannubin-kolostor. A közelben található Hors Arz er-Áb (Isten Cédrusainak Erdeje), amelynek fái Libanon jelképévé váltak. Libanont egykor cédruserdők borították, ezeknek csak töredéke maradt meg. A cédrusfát az ókorban előszeretettel használták vallási építkezésekhez is. A jelenleg mintegy négyszáz fából álló erdő az ország legmagasabb hegycsúcsa, a Kusnat-esz-Szauda (3088 m) közelében található, egyes fák korát ezerötszáz évesre becsülik. |                                         |

| | Paquimé régészeti lelőhelyei, Casas Grandes |
| Mexikó |                                             |
| Kulturális (III)(IV) |                                             |
| Védett terület: 146,72 ha, hivatkozás: 560 |                                             |
| Az Észak-Mexikóban a Sierra Madre nyugati hegyvonulatában, Chihuahua szövetségi államban fekvő régészeti lelőhely hatvan hektáron terül el, és a becslések szerint kétezer elemből, udvarokból, műhelyekből, raktárakból, lakóterületekből stb. áll. A település a 14-15. század között élte virágkorát, majd nem sokkal a spanyol hódítás előtt ismeretlen okból elhagyták lakói. A feltárt leletek arra utalnak, hogy az itt élők szoros kapcsolatban álltak észak-mexikói és délnyugat-egyesült államokbeli kultúrákkal. A település lakói tökéletesen alkalmazkodtak a helyi terephez és klimatikus viszonyokhoz, legfőbb építőanyaguk az agyag volt. Paquimé építészetén erőteljes tolték hatás ismerhető fel. A város egyes részei jól elkülöníthetőek, felismerhetőek egzotikus áruknak épített tárolóhelyiségek, nagyméretű termek maradványai, egy komplett vízelosztó rendszer részei és mesterségesen kialakított platók. A város legnagyobb kiterjedése idején lakosainak száma tízezer fő körül lehetett, a spanyol hódítók már üresen találták, hanyatlásának oka máig ismeretlen. |                                             |

| | Tlacotalpan történelmi műemlékegyüttese |
| Mexikó |                                         |
| Kulturális (II)(IV) |                                         |
| Védett terület: 75 ha, puffer zóna: 320 ha, hivatkozás: 862 |                                         |
| A Mexikói-öböl partján álló folyami kikötővárost Tlacotalpant a spanyol hódítók alapították a 16. század közepén. A környék már sokkal korábban lakott volt, i. sz. 900 és 1200 között totonákok éltek itt, később olmék fennhatóság alá került, majd legvégül aztékok foglalták el. A tervszerűen kialakított, szabályos utcákkal tagolt várost a 16. századtól a spanyolok szisztematikusan bővítették, de komolyabban csak 1821 után kezdett fejlődni, mikortól kereskedelmi elosztó központtá vált Oaxaca és Puebla, valamint Havanna, New Orleans és Bordeaux között. Hajóflottáján többek között dohányt, gyapotot, gabonát, cukrot, sózott húst, bútorokat és szappant szállítottak. Korábbi épületeinek egy részét tűzvészek pusztították el. Nagyrészt sikerült megőriznie eredeti városképét. Történelmi központja alacsony épületeivel és a magánépületek pasztellszíneivel kisvárosi hangulatot áraszt, közterein, az udvarokban sok a zöldterület. Városházája a 19. század közepén épült, széles útjai mentén különböző színű oszlopsoros házak állnak. |                                         |

| | A klasszikus Weimar |
| Németország |                     |
| Kulturális (III)(VI) |                     |
| Hivatkozás: 846 |                     |
| A „klasszikus Weimar” elnevezés egy egyedülálló, ám rendkívüli hatású kulturális időszaknak, az ún. weimari klasszika korában létező várost takarja, mely a 18. század vége felé az európai polgári felvilágosodás által előkészített udvari és polgári kultúra egyik európai centruma volt. A felvilágosult politika sok művészt vonzott a városba, köztük Johann Sebastian Bachot, Johann Wolfgang Goethét, Friedrich Schillert és Liszt Ferencet. Goethe először 1782-ben költözött a városba. A Schiller-ház egy késő barokk épület 1777-ben épült. A barokk Herder-ház 1726-ból való és az 1776 és 1803 között a gótikus városi templomban prédikáló Gottfried von Herderről kapta a nevét. Weimar művészeti gyűjteménye a város kastélyban (Stadschloss) tekinthető meg. Anna Amália hercegnő 1774-ben költözött be a Wittums palotába, az ő nevét viselő könyvtár a klasszikus Weimar szellemi életének központja volt. Egy 2004-es tűzvészben súlyosan károsodott, de 2007-re sikerült helyreállítani. Az Ettesburg-kastélyban rendezték be a hercegi nyári rezidenciát, a Belvedere-kastélyt (1724-től) hercegi vadászkastélynak szánták. A helyszínhez tartozik a hercegi kripta és az 1823-ban létesített temető, benne Goethe és Schiller síremlékeivel. |                     |

| | Aquileia régészeti lelőhelyei és a patriarkális bazilika |
| Olaszország |                                                          |
| Kulturális (I)(IV)(VI) |                                                          |
| Védett terület: 155,43 ha, puffer zóna: 245,09 ha, hivatkozás: 825 |                                                          |
| Az i. e. 181-ben alapított Aquileia a Római Birodalom egyik legnagyobb települése volt, jelentős kikötőváros és gazdag kereskedelmi központ. Az 5. század közepén a hunok elpusztították, a 6. század közepén a longobárdok törtek be a területre. A korai középkorban pátriárkális központ lett, majd a sorozatos támadások következtében a pátriárka Gradóba helyezte át székhelyét. A város nagyobb része még feltáratlan, ez a térség legnagyobb kiterjedésű régészeti lelőhelye. Meghatározó műemléke a bazilika és közvetlen környezete. Római kori műemlékei az egykori fórum oszlopai, a bírósági csarnok, a kikötő maradványai, a temető egyedi síremlékekkel, a folyó mellett kiépített rakpart, fürdők, az élelmiszerpiac és villák maradványai. A katedrálist a 11. században építették egy korábbi ókeresztény bazilika helyére, ami a hun támadás során megsemmisült. A 20. század elején fedezték fel benne a korábbi templom nagy kiterjedésű padlómozaikját, ami az ország északi részének legrégebbi ismert mozaikdíszítése. |                                                          |

| | A Cilento és Vallo di Diano Nemzeti Park, Paestum és Velia régészeti lelőhelyeivel és a padulai karthauzi kolostor |
| Olaszország | |
| Kulturális (III)(IV) | |
| Védett terület: 159 109,73 ha, puffer zóna: 178 100,93 ha, hivatkozás: 842 | |
| A helyszín egy hajdani kereskedőút mellett helyezkedik el Salernótól délre. Az ókorban itt húzódott a gyarmatosító görög telepesek és az őslakos etruszk és lukániai törzsek közötti határterület. Egészen a középkor végéig fontos összekötő szerepe volt a kereskedelemben. A nemzeti park egy része hegyvidéki terület, két legfontosabb régészeti lelőhelye Paestum és Velia. Paestumot, az ókori Poszeidóniát i. e. 650 körül alapították görög telepesek, ma is álló három temploma (Poszeidón-templom, Ceres-templom, Héra-templom) a legszebb fennmaradt görög építészeti alkotások közé tartozik. Az ásatások során a város számos középületének és lakóházának maradványait is feltárták. A romosabb állapotban fennmaradt Velia különlegessége boltíves városkapuja, ez egyike a legkorábbi és legjobb állapotban lévő ilyen típusú építményeknek. Padula Szent Lőrincnek szentelt kolostorát a 14. század elején alapították, az évszázadok alatt többször is átalakították, majd a 17-18. században barokk stílusban építették át ma is látható formájára. | |

| | Urbino történelmi központja |
| Olaszország |                             |
| Kulturális (II)(IV) |                             |
| Védett terület: 29,23 ha, puffer zóna: 3608,5 ha, hivatkozás: 828 |                             |
| A Marche tartományban két dombon épült Urbino látképét a hercegi palota (Palazzo Ducale) és a székesegyház uralja. 15. századi kulturális felemelkedése során a kor ismert művészei dolgoztak a városban. Urbinóban született a festészet történetének egyik legnagyobb alakja Raffaello is. A hercegi palotát II. Frederico da Montefeltro megrendelésére 1444-ben kezdték építeni Luciano Laurana és Francesco di Giorgio Martini tervei alapján egy régebbi vár és más középkori épületek átalakításával. Később ez az épület lett a reneszánsz paloták egyik modellje. A városfalakat Leonardo da Vinci elképzelései után tervezték át. A palota mellett álló katedrális jellegzetessége nagyméretű kupolája. A templomot 1534-ben kezdték építeni, majd egy 18. század végi földrengés után átalakították. A város jelentős műemléke ezen kívül a gótikus Szent Domonkos-kolostor és templom, a Szent Bernát-templom (a Montefeltro hercegek temetkezési helye), és a Keresztelő Szent János-templom. A város fejlődése a 16. században megakadt, ennek köszönhetően maradtak fenn reneszánsz emlékei. |                             |

| | Az Altaj Arany-hegyei |
| Oroszország |                       |
| Természeti (X) |                       |
| Védett terület: 1 611 457 ha, hivatkozás: 768 |                       |
| A dél-szibériai világörökségi helyszín 16 000 négyzetkilométeres területe három részből áll. Hozzá tartozik az Altaj természetvédelmi terület, a Katuny természetvédelmi terület és az Ukok Nyugalmi Övezet. A térség egy nagy kiterjedésű hegylánc része, hozzá tartozik a Mongol-Altaj is. A védett övezet Közép-Szibéria legösszetettebb magashegyi növénytársulásának ad helyet, körülbelül kétezer növénynemzetségnek, amelyek közül 212 csak itt él. Megtalálható itt Közép-Szibéria vegetációs övezeteinek legteljesebb sorozata, füves és erdős sztyeppe, vegyes erdő és magashegyi élőhelyek. A területen hetvennél több emlősfajt (köztük a hópárducot), 300 madárfajt, 11 kétéltű és 20 halfajt, azonosítottak, köztük sok veszélyeztetett állatot. A térség több folyam forrásvidéke (Ob, Irtis), a gyéren lakott hegyvidék főleg pásztorkodással foglalkozó közösségei szoros kapcsolatban állnak természetes környezetükkel, ami segít megőrizni az élőhelyeket. |                       |

| | A Côa völgye és Siega Verde történelem előtti sziklarajzai |
| Portugália és Spanyolország közös világörökségi helyszíne |                                                            |
| Kulturális (I)(III) |                                                            |
| Hivatkozás: 866 |                                                            |
| A Ribeira de Piscos közelében a Côa folyó partjánál lévő kanyonokban és szurdokokban az itt élők már a történelem előtti koroktól megörökítették magukat. A világörökségi helyszínhez tartozó sziklarajzok egy része i. e. 22 000 és i. e. 10 0000 közé, a felső paleolitikum idejére datálható, a többi a neolitikum idejéből, vagy még későbbről származik. A portugál területen felfedezett sziklarajzok három csoportot alkotnak, az első a faiai gránitbarlangoknál, a második Quinta de Barcánál található, a harmadik Ribeira de Piscosnál kezdődik és a Côa és Duero összefolyásáig tart. A helyszínt 2010-ben kiterjesztették, azóta a spanyolországi Siega Verde 645 sziklavésete is hozzá tartozik. Az ábrázolásokat az 1990-es években fedezték fel, amikor egy duzzasztógátat akartak létesíteni a területen, de ezek után a portugál kormány a Côa-völgyet régészeti parkká nyilvánította. A gyakran bizarr formájú sziklákba vésett ábrákon felismerhető az ősbölény, a vadló, a gímszarvas, a kőszáli kecske, valamint sematikus emberalakok, hiányoznak viszont a háziállatok. A terület az őskori művészet jelentős szabadtéri tárlatának számít. |                                                            |

| | Keleti-Rennell-korallzátony |
| Salamon-szigetek |                             |
| A veszélyeztetett világörökségi helyszínek listájára került: 2013 |                             |
| Természeti (IX) |                             |
| Védett terület: 37 000 ha, hivatkozás: 854 |                             |
| Az Európában 1568 óta ismert Rennell-sziget a Salamon-szigetek láncolatának legdélebbi tagja, 200 méteres átlagos magasságával a világ legmagasabbra kiemelkedő korallzátonya. Egy felszín alatti hegyvonulatra lerakódott korallzátonyból alakult ki, ami a földmozgások során a tengerszint fölé került. A sziget 86 kilométer hosszú és 15 kilométer széles, ebből a világörökségi helyszínhez egy 370 négyzetkilométeres szárazföldi terület tartozik, valamint a parttól egy 5,6 kilométer széles tengersáv. Ez a szárazföldi rész a sziget déli harmada, beleértve a Tengano-tavat is, ami a csendes-óceáni szigetek legnagyobb tava. A terület földrajzilag elszigetelt, ennek köszönhetően egyedülálló flóra és fauna fejlődött ki rajta, valamint a környező vizekben és rendkívül magas az itt előforduló őshonos fajok koncentrációja. A sziget nagy részét sűrű erdő borítja, a fák átlagos magassága eléri a 20 métert. Az erdőben ritka növények, köztük orchideafélék és csavarpálmafélék is élnek. A szigeten azonosított 11 denevérfaj közül a Rennell-szigeti repülőkutya csak itt él, a 40 madárfaj közül négy őshonos. Tengeri élővilága is változatos, a sziget körül többek között szirti cápák, tűzhalak, tengeri kígyók, rákok élnek. A térségben folytatott túlzott fakitermelés miatt a helyszín 2013-ban felkerült a Veszélyeztetett világörökségi helyszínek listájára. |                             |

| | A Földközi-tenger térségének sziklarajzai az Ibériai-félszigeten |
| Spanyolország |                                                                  |
| Kulturális (III) |                                                                  |
| Hivatkozás: 874 |                                                                  |
| A Spanyolország Földközi-tengeri partvidékén ismert több mint hétszáz késői őskori lelőhely nem nehezen megközelíthető barlangokban, hanem sziklaüregekben, sziklaperemeken és más védett, de jól megközelíthető helyen található. Az ábrázolt jelenetek képi elbeszélések, amelyek leggyakoribb témája a vadászat és a kor embereinek életét meghatározó események. A könnyen hozzáférhető képeket feltételezhetően nem csak egy szűk kör, hanem az egész közösség számára készítették. A képek alapján rekonstruálható az itt élők öltözködése, hajviselete, ékszerei, csoportos vadászatai, maga a vadászat folyamata, az állatcsapdák stb. Az ábrázolásokon ülő és beszélgető embercsoportok is feltűnnek, a temetkezéseket fekvő alakokkal jelképezték és felbukkannak emberi és állati jegyeket ötvöző keveréklények is. A sziklarajzegyüttes körülbelül i. e. 6000 és a bronzkor között keletkezett, és a műfaj egyik legnagyobb gyűjteménye. |                                                                  |

| | Alcalá de Henares egyeteme és történelmi környezete |
| Spanyolország |                                                     |
| Kulturális (II)(IV)(VI) |                                                     |
| Hivatkozás: 876 |                                                     |
| A 16. század elején alapított Alcalá de Henáres a 16. és a 17. században egyike volt Európa tudományos központjainak. Ez volt a világ első tervezett egyetemi városa, egy félig lakott középkori település keretein belül alakítottak ki. A munkálatokat Jiménez de Cisneros bíboros kezdeményezte, aki egy olyan tudományos központot akart létrehozni, aminek egyetlen funkciója az egyetemi szintű oktatás volt. A 16. század elején készült el az első kollégium (1508), ekkor kezdték el építeni a kápolnát és a ceremóniaterem téglaépületét is. Oktatói és hallgatói szállásokat hoztak létre, folyamatosan készültek el a kisebb kollégiumok (összesen huszonöt) és nyolc kolostort is az egyetem igényeinek megfelelően alakítottak át. Az egyetem ciszterci temploma a 17. század első harmadára készült el. Az intézmény fénykorában tizenkétezer hallgató tanult az egyetemen, akik később a Spanyol Birodalom hivatalnokai lettek. Az egyetem a 17. század közepétől hanyatlani kezdett, majd a 19. században Madridba helyezték át. |                                                     |

| | Karlskrona haditengerészeti kikötő |
| Svédország |                                    |
| Kulturális (II)(IV) |                                    |
| Védett terület: 320,41 ha, puffer zóna: 1105 ha, hivatkozás: 871 |                                    |
| Karlskrona hadi kikötő létesítését XI. Károly rendelte el 1680-ban a Svédország délkeleti részén elterülő szigeten 10 fregattból és 38 csatahajóból álló flottája számára. Svédország ekkor jelentős tengeri hatalomnak számított, területe kiterjedt a mai Finnországra, Észtországra, Lettországra és Németország egyes területeire. A várostervezéssel ifj. Nicodemus Tessint és Erik Dahlberget bízták meg. A települést monumentális felvonulási terek, széles utcák és nagyszabású történelmi emlékművek jellemzik. Tervezése stratégiai szempontokat ötvöz klasszikus várostervezési hagyományokkal. A kikötőt folyamatosan bővítették, ezzel összefüggésben a település is egyre jobban világvárosi arculatot öltött. A központi térről kiinduló sugárirányban kialakított utak ma is meghatározzák a város szerkezetét. A főtéren található a település két jelentős temploma és a Városháza (18. század), valamint a később épült Hangversenyterem, Városi Könyvtár és a Posta. A Tengerészeti Múzeumban fegyverek, hajómodellek, navigációs eszközök és térképek mutatják be Svédország tengerhajózással összefüggő múltját. |                                    |

| | Trója |
| Törökország |       |
| Kulturális (II)(III)(VI) |       |
| Védett terület: 158 ha, hivatkozás: 849 |       |
| Trója a világ egyik legismertebb régészeti lelőhelye. A város stratégiailag fontos helyen, a Dardanellák közelében épült. 1822-ben fedezte fel Charles McLaren skót újságíró, majd 1870 és 1880 között Heinrich Schliemann vezetésével hét fázisban végeztek ásatásokat a területen. A feltárások során Trója legfőbb korszakából kilenc egymásra épült települést tártak fel. A legkorábbi feltárt rétegek i. e. 3000 körül épültek, amikor a város egyszerre volt erőd, főváros és uralkodói székhely. Az ásatások során előkerült leletek bizonyítják, hogy i. e. 13. vagy az i. e. 12. században a spártaiak és az akhájok megostromolták a várost, így valószínűsíthető, hogy a trójai háború valóban megtörtént. Trója III. és IV. rétege egy jellegzetes ókori erődvárost mutat, ami palotákból, a kormányzáshoz szükséges épületekből, egy citadellából és egy szintén megerősített alsóvárosból állt. A település i. e. 85-ben római fennhatóság alá került, majd Konstantinápoly megalapítása után hamarosan elnéptelenedett. |       |

| | Lviv történelmi központja |
| Ukrajna |                           |
| A veszélyeztetett világörökségi helyszínek listájára került: 2023 |                           |
| Kulturális (II)(V) |                           |
| Védett terület:120 ha, puffer zóna: 2441 ha, hivatkozás: 211 |                           |
| A 13. században egy korábbi szláv település helyére alapított város évszázadokon át Kelet-Európa egyik virágzó közigazgatási, kereskedelmi és vallási központja volt. A jelentős kelet-nyugati kereskedelmi útvonalak és a Kárpátok hágóinak közelében fekvő település építészete itáliai és német elemeket ötvözött a kelet-európai hagyományokkal. 1349-től Lengyelországhoz tartozott, 1648-ban kozákok, 1704-ben svédek foglalták el. 1772-ben Ausztria része lett és 1918-ig a Habsburg Galícia fővárosa volt. 1945-ben került a Szovjetunióhoz, majd annak szétesése után jelenleg Nyugat-Ukrajna kulturális és közlekedési csomópontja. A városközpontban ma is felismerhető a középkori városszerkezet és megkülönböztethető az ukránok, az örmények, a zsidók, a németek, a lengyelek, az olaszok és a magyarok által lakott városrészek. Legkorábban kialakult városmagjához a felsőváros és közvetlen környezete tartozott öt templommal. Lviv legfőbb látnivalója a piactér, közepén egy toronnyal valamint a teret szegélyező reneszánsz, barokk és klasszicista stílusban emelt épületek. A 2022-ben kezdődő Orosz–ukrán háború miatt a helyszín 2023-ban felkerült a veszélyeztetett világörökségi helyszínek listájára. |                           |

| | Új-Zéland szubantarktikus szigetei |
| Új-Zéland |                                    |
| Természeti (IX)(X) |                                    |
| Védett terület: 76 458 ha, hivatkozás: 877 |                                    |
| A világörökségi helyszínt alkotó öt lakatlan szigetcsoport, a Snare-, a Bounty-, az Antipodes-, az Auckland-, és a Campbell-szigetek az új-zélandi szárazföldtől délkeleti irányban helyezkednek el az antarktikus és a szubtropikus áramlatok találkozásánál. Egy vékony kontinentális alapzaton fekszenek, három közülük pliocén kori erodálódott vulkánok maradványai. A Bounty-szigetek alacsony szirtjeitől eltekintve valamennyi szigetcsoportra a kiterjedt lápvidékek jellemzők. A Campbell- és az Auckland-szigeteken található morénák és mély fjordok egy hosszabb eljegesedett időszakról tanúskodnak. A Bounty-szigetek kivételével ezek a szigetek rendelkeznek a szubantarktikus régió legváltozatosabb növényvilágával. A dokumentált 250 növényfajból 35 őshonos és 30 fokozottan veszélyeztetett. A világ legdélebben fekvő erdői az Auckland-szigeteken találhatók. A szigetcsoportokon élő állatok között leggyakoribbak a madarak, összesen 126 madárfajt tartanak nyilván, ezek közül 40 tengeri madár és 5 közülük csak itt fészkel. A világon élő 24 albatroszfajból 10 megtalálható a szigeteken, a déli királyalbatrosz csak ezen a területen él. A szigetcsoportoknál vannak a déli simabálna és az új-zélandi oroszlánfóka szaporodási helyei is. |                                    |